# Sempervivum glabrifolium
Sempervivum glabrifolium ist eine Pflanzenart aus der Gattung der Hauswurzen (Sempervivum) in der Familie der Dickblattgewächse (Crassulaceae).

## Beschreibung

### Vegetative Merkmale
Sempervivum glabrifolium wächst als Rosettenpflanze mit einem Durchmesser von 1 bis 6 Zentimeter und bildet zahlreiche Ausläufer. Die eiförmig-lanzettlichen bis spateligen, spitzen, glänzenden, olivgrünen Laubblätter sind kahl. Jung sind sie mit wenigen zerstreuten drüsigen Haaren besetzt. Äußere Blätter sind in der oberen Hälfte auffällig purpurn übertönt. Die Blattspreite ist etwa 10 Millimeter lang und 5 Millimeter breit.

### Generative Merkmale
Der Blütentrieb erreicht eine Länge von bis zu 15 Zentimeter. Er trägt stärker verlängerte, kahle Blätter, wobei die oberen Blätter drüsig-flaumhaarig sind. Der ebensträußige Blütenstand ist vielblütig. Die 10- bis 14-zähligen Blüten stehen an 1 bis 2 Millimeter langen Blütenstielen. Ihre eiförmigen, ziemlich stumpfen, stark einwärts gebogenen Kelchblätter sind bis zu 1 Millimeter miteinander verwachsen. Die linealischen bis lanzettlich-linealischen, spitze Kronblätter sind hellgelb oder grünlich und 6 bis 7 Millimeter lang. Die Staubfäden sind weiß bis gelb, die Staubbeutel gelb und der aufrechte Griffel lang. Die fast quadratischen, ausgerandeten Nektarschüppchen sind aufrecht.

## Systematik und Verbreitung
Sempervivum glabrifolium ist in der nordöstlichen Türkei im Nordosten von Kleinasien auf magmatischen Konglomeraten in Höhen von 300 bis 730 Metern verbreitet.
Die Erstbeschreibung durch Antonina Georgievna Borissova wurde 1939 veröffentlicht.

## Nachweise